# Balaji Sadasivan
Balaji Sadasivan (11 de julho de 1955 –  27 de setembro de 2010) foi um neurocirurgião e político indiano naturalizado singapurense. Formou-se em medicina pela Universidade Nacional de Singapura em 1979, e trabalhou como neurocirurgião, tendo publicado dezenas de artigos científicos. Em 2001, foi eleito para integrar o Parlamento de Singapura, tendo permanecido no cargo até a sua morte.